# 布克蒙
布克蒙（法語：Bouquemont，法語發音：[bukmɔ̃]）是法国默兹省的一个市镇，属于科梅尔西区。

## 地理
布克蒙（48°59'27"N, 5°27'5"E）面积7.49 平方千米，位于法国大東部大區默兹省，该省份为法国西北部内陆省份，北与比利时接壤，西接马恩省和阿登省，南至上马恩省和孚日省，东临默尔特-摩泽尔省。
与布克蒙接壤的市镇（或旧市镇、城区）包括：万贝、蒂永布瓦、默兹河畔蒂伊、特鲁瓦永。

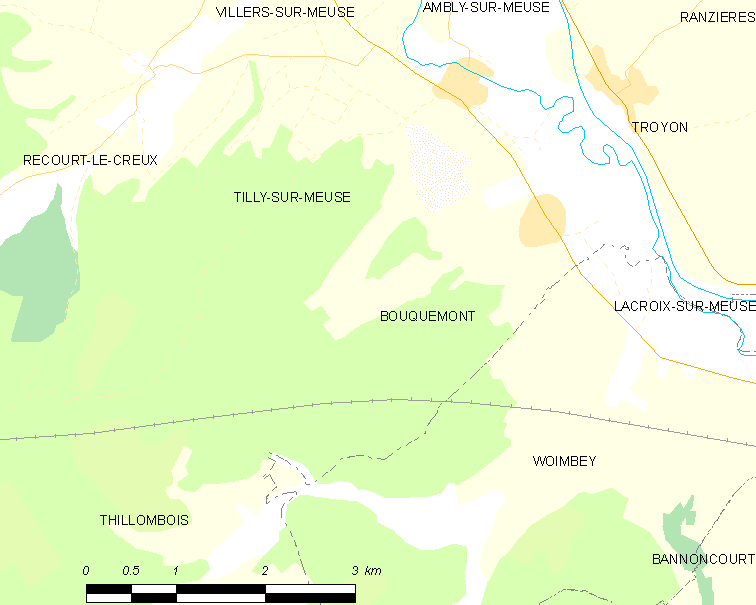
布克蒙的OSM定位图

布克蒙的时区为UTC+01:00、UTC+02:00（夏令时）。

## 行政
布克蒙的邮政编码为55300，INSEE市镇编码为55064。

## 政治
布克蒙所属的省级选区为默兹河畔迪约县。

## 人口

1962-2008年间布克蒙人口变化图示

布克蒙于2022年1月1日时的人口数量为118人。